# 딕 블랙 (정치인)
리처드 헤이든 블랙(Richard Hayden Black, 1944년 5월 15일 ~ )는 미국의 정치인이다.

## 학력
- 플로리다 대학교 이학사
- 플로리다 대학교 법무박사
- 미국 육군참모대학교

## 경력
- 1998.02 ~ 2006.01 제150·151·152·153대 버지니아주 제32선거구 하원의원
- 2012.01 ~ 2020.01 제157·158·159대 버지니아주 제13선거구 상원의원

## 역대 선거 결과
| 선거명        | 직책명                         | 대수  | 정당   | 득표율 | 득표수   | 결과 | 당락                 |
| ------------- | ------------------------------ | ----- | ------ | ------ | -------- | ---- | -------------------- |
| 1998년 재선거 | 하원의원 (버지니아 제32선거구) | 150대 | 공화당 | 56.75% | 3,874표  | 1위  | 버지니아 주의원 당선 |
| 1999년 선거   | 하원의원 (버지니아 제32선거구  | 151대 | 공화당 | 56.38% | 10,585표 | 1위  | 버지니아 주의원 당선 |
| 2001년 선거   | 하원의원 (버지니아 제32선거구  | 152대 | 공화당 | 57.66% | 10,272표 | 1위  | 버지니아 주의원 당선 |
| 2003년 선거   | 하원의원 (버지니아 제32선거구  | 153대 | 공화당 | 52.00% | 7,675표  | 1위  | 버지니아 주의원 당선 |
| 2005년 선거   | 하원의원 (버지니아 제32선거구  | 154대 | 공화당 | 46.88% | 11,030표 | 2위  | 낙선                 |
| 2011년 선거   | 상원의원 (버지니아 제13부)     | 157대 | 공화당 | 56.96% | 20,786표 | 1위  | 버지니아 주의원 당선 |
| 2015년 선거   | 상원의원 (버지니아 제13부)     | 159대 | 공화당 | 52.30% | 25,898표 | 1위  | 버지니아 주의원 당선 |

## 참고 자료
- 위키미디어 공용에 딕 블랙 관련 미디어 분류가 있습니다.